# Daniela Ulbing
Daniela Ulbing (Villach, 27 februari 1998) is een Oostenrijkse snowboardster. Ze vertegenwoordigde haar vaderland op de Olympische Winterspelen 2018 in Pyeongchang.

## Carrière
Bij haar wereldbekerdebuut, in januari 2015 in Bad Gastein, scoorde Ulbing direct wereldbekerpunten. In januari 2016 behaalde ze in Moskou haar eerste toptienklassering in een wereldbekerwedstrijd. In december 2016 stond de Oostenrijkse in Cortina d'Ampezzo voor de eerste maal in haar carrière op het podium van een wereldbekerwedstrijd. Op 10 januari 2017 boekte Ulbing in Bad Gastein haar eerste wereldbekerzege. Op de FIS wereldkampioenschappen snowboarden 2017 in de Spaanse Sierra Nevada werd ze wereldkampioene op de parallelslalom, daarnaast eindigde ze als zevende op de parallelreuzenslalom. Tijdens de Olympische Winterspelen van 2018 in Pyeongchang eindigde de Oostenrijkse als zevende op de parallelreuzenslalom.

## Resultaten

### Olympische Winterspelen
| Jaar | Plaats      | Resultaten              |
| ---- | ----------- | ----------------------- |
| 2018 | Pyeongchang | 7e Parallelreuzenslalom |

### Wereldkampioenschappen
| Jaar | Plaats        | Resultaten                               |
| ---- | ------------- | ---------------------------------------- |
| 2017 | Sierra Nevada | Parallelslalom · 7e Parallelreuzenslalom |

### Wereldbeker
Eindklasseringen
| Seizoen   | PAR | PGS | PSL  |
| --------- | --- | --- | ---- |
| 2014/2015 | 55e | –   | 48e  |
| 2015/2016 | 21e | 28e | 18e  |
| 2016/2017 | 8e  | 21e | Goud |
| 2017/2018 | 9e  | 15e | 4e   |

Wereldbekerzeges
| Datum           | Plaats      | Onderdeel      |
| --------------- | ----------- | -------------- |
| 10 januari 2017 | Bad Gastein | Parallelslalom |